# Need for Speed Heat
Need for Speed Heat (рус. Жажда скорости: Жара) — компьютерная игра в жанре аркадных автогонок, разработанная шведской студией Ghost Games и изданная Electronic Arts для консолей PlayStation 4 и Xbox One, а также для PC под управлением Windows. Двадцать четвёртая игра в одноимённой серии, выпуск которой состоялся 8 ноября 2019 года. Анонс состоялся 14 августа 2019 года.
Heat стала последней игрой Ghost Games как для медиафраншизы Need for Speed, так и в качестве ведущего разработчика. В феврале 2020 года EA вернула разработку франшизы Criterion Games — разработчикам серии Burnout, Need for Speed: Hot Pursuit (2010) и Need for Speed: Most Wanted (2012) — и превратила Ghost Games в студию поддержки для движка Frostbite, вернув свое название EA Gothenburg. На смену игре пришла Need for Speed Unbound, вышедшая в декабре 2022 года.
Игра получила неоднозначные отзывы критиков, которые в основном сочли игру улучшением по сравнению с перезагрузкой Need for Speed и Payback 2017 года, но недостаточно, чтобы полностью вернуть франшизу в форму.

## Игровой процесс
Need for Speed Heat — это гоночная игра в открытом мире под названием Палм-Сити. В данной игре гонки разделяются на ночные, за которые можно получить репутацию для повышения уровня и легальные дневные гонки, во время которых можно заработать деньги на покупку машин и улучшений. После каждой ночной гонки будет повышаться уровень погони и игроку будет становиться все сложнее уходить от полиции. Уровень погони можно повышать проезжая радары, проходя состязания на прыжки и разбивая машины полицейских.
Игрока арестовывают, когда водитель останавливается и находится рядом с подразделением PCPD в течение определенного времени, полностью обездвижен во время преследования или исчерпал свою полосу силы. Если вас поймают, игрок вознаградит себя любой репутацией, которую он заработал за текущую ночную сессию, но не будет умножен на основе его уровня жары. Им также придется заплатить штраф через банк. Игроки, арестованные PCPD, не будут подвергаться конфискации транспортного средства или любым другим формам меток, которые могут привести к потере ими своего транспортного средства. Они будут только оштрафованы, и их текущая ночная сессия, следовательно, будет завершена. В игре также есть сюжетная линия, в которой игроки взаимодействуют с городской полицией во главе с авторитетным лицом лейтенантом Фрэнком Мерсером. Игроки могут разбивать неоновых фламинго, спрятанных на карте, что вознаграждает их небольшой суммой денег или репутацией в зависимости от времени суток. Они также могут найти граффити, называемые в игре «уличным искусством», и отправить их редактору окраски, чтобы использовать его на своих автомобилях. Наконец, они могут выполнять действия в открытом мире, такие как разбивать рекламные щиты, набирать очки в зонах дрифта, развивать максимальную скорость, преодолевая скоростные ловушки, и преодолевать самые большие расстояния при выполнении длинных прыжков. Игроки могут пройти «Испытания на время экипажа», которые позволяют им выполнять короткие по времени события, пытаясь занять первое место в таблице лидеров в своей команде.
В игре представлено 127 автомобилей от 33 производителей, а Ferrari возвращается после того, как отсутствовала в Payback из-за проблем с лицензией. В отличие от Payback, улучшения производительности больше не приходят в виде случайных карт Speedcard и разблокируются, зарабатывая РЕПУТАЦИЯ и выигрывая гонки. В игре нет лутбоксов; однако были включены средства для экономии времени, которые показывают предметы коллекционирования на карте, и платный загружаемый контент.
Electronic Arts выпустила приложение NFS Heat Studio для устройств iOS и Android. Пользователи могут собирать и настраивать свои автомобили, которые после выпуска можно импортировать в основную игру.
Начиная с июня 2020 года в игре добавлена поддержка кроссплатформенной игры в рамках последнего патча игры.

## Сюжет игры
История NFS Heat начинается с телевизионных новостей, в которых рассказывается о создании спецподразделения по борьбе с ночными гонщиками во главе с лейтенантом полиции Фрэнком Мерсером, главная задача которого — покончить с ночными гонками. После этого начинается гонка, в ходе которой появляется полиция, и один гонщик пытаясь скрыться помчался к мосту. Шоу, один из людей Мерсера, сильно повреждает машину гонщика и в итоге та падает в воду. Гонщик успел выскочить из машины, Шоу начинает его пинать, его останавливает только что подъехавший Мерсер, которому приходит в голову мысль, что пойманный гонщик может стать вестником для остальных — передаст послание Мерсера, что «ночным гонкам пришёл конец». Прибывшая к месту аварии Ева Торрес, помощница Мерсера, указывает на то, что все будет известно начальству, на что Мерсер с помощью своего ноутбука отключает ближайшие камеры и удаляет записи произошедшего. После чего полицейские уезжают, а гонщик уходит из города. Через некоторое время там появляется Ана Ривьера, которая с удивлением узнаёт, что гонщик покидает город вместе со своим братом, и таким образом её команда распалась.
Спустя некоторое время в Палм-Сити прибыл главный герой, который захотел стать известным в этом городе. После встречи с Лукасом Ривьерой, главный герой выбирает из предложенных Лукасом машину и отправляются на первую гонку, после которой Лукас предлагает герою смотаться в магазин запчастей за баллонами нитро, но магазин оказывается закрыт и герой знакомится с Аной, которая приходится Лукасу родной сестрой. Та предлагает ему работать в команде с ней и герой соглашается. Спустя несколько гонок, при выходе из кафе, герой и Ана видят её машину Nissan 350Z на эвакуаторе и видят Шоу, который забирает у Аны ключи от машины и её права и только хотел забрать ключи и права у героя, но связавшаяся с ним Торрес вызвала его, и Шоу оставляет права с ключами герою и говорит Ане, что если не заплатит, то через 10 или меньше дней машина попадёт в пресс. После чего герой везёт Ану домой и уезжает в гараж. После чего Ана видит Chevrolet Camaro Шоу и решает поцарапать ему краску, но в разгаре дела появляется Шоу и подъехавшая Торрес, Ана становится свидетелем их разговора, в ходе которого узнаёт, что Мерсер и Шоу собирают взятки, и видит, как Шоу отдаёт Торрес рюкзак с деньгами, после чего они уезжают. Спустя некоторое время Ана появляется на гонке вместе главным героем на Chevrolet Camaro SS 1969, который принадлежал отцу Аны и Лукаса, и после гонки Ану преследует Шоу, которого таранит главный герой, и из его машины вываливаются деньги, которые он собирал в качестве взяток. После репортажа об этом инциденте, начинаются разборки Аны и Лукаса, в ходе которых Лукас заявил, что Ане нужно перестать гонять, на что Ана резко огрызнулась, что зачем ей слушать брата-нытика, и уходит. После данного спора Ане приходит сообщение от неизвестного, который захотел встретиться с ней и Ана с главным героем приезжают на место встречи и с удивлением увидели приехавшею к ним Еву Торрес. Ана заявляет, что не хочет с ней разговаривать, на что Торрес отвечает, что «не хочешь узнать, где твоя машина?», и в ходе разговора выясняется, что деятельность Мёрсера и Шоу очень скрытна и Торрес ничего не может сделать, но она предлагает это узнать Ане и главному герою. В ходе слежки за полицейской машиной Ана и герой видят, как полицейский пересаживается на Ferrari F40 и едет к гаражу, куда за ним приехали герой с Аной. Оказавшись внутри, Ана и герой видят, как механики разбирают некоторые машины, а другие их готовят к продаже, и в этом же гараже Ана находит остатки своей машины и после этого загорелась желанием сдать Мёрсера за то, что он делает.
Ане и герою удаётся договориться с людьми из Лиги, но в ходе гонки, в которой за ними увязался вертолёт журналистов, они попадают в засаду полиции и люди из Лиги посчитали, что в этом виновата Ана и скрылись. Ане с героем удаётся скрыться и они приезжают к Лукасу, но видят, что тот избит и связан. За их спинами появляется Мёрсер, который увозит героев с собой и оставляет Лукаса, уверив последнего, что везёт их в участок, но на деле он вёз их туда, где можно было их убить, так как они узнали о его подпольном гараже. Мёрсер требует сказать ему, кто его сдал, но герои молчат, но тут машину Мёрсера таранит Лукас на Camaro отца и спасает героев, после чего троица уезжает, забрав с собой ноутбук Мерсера. Приехав в другой гараж Лукаса, Лукас рассказывает Ане, что отец умер из-за того, что Лукас оказался в полиции из-за гонки, которая стала последней для него тогда, поэтому он не хотел выезжать на гонки, после чего герои пытаются взломать ноутбук, но не удаётся. Главный герой связывается с девушкой-хакером из Лиги и та скидывает ему программу, которая взламывает все пароли. Получив доступ к ноутбуку, Ана и Лукас узнают о всех делах Мерсера, но обнаруживают программу слежения и сбегают, по дороге копируя документы Мерсера и избавляются от ноутбука. Эти документы Ана переслала знакомому журналисту и Мерсер удаляется от дел, пытаясь увезти все конфискованые им машины из города. Герои вместе с гонщиками из Лиги приводят полицию в порт, где находятся все машины, но не находят Мёрсера, но тот вылетает из контейнера на легендарной BMW M3 GTR E46 LE из игры Need for Speed Most Wanted 2005 года и пытается скрыться, но герой догогяет машину Мёрсера, ударяет её сбоку и машина выходит из строя. Мёрсер выходит из машины и видит подъехавшую Торрес, которая достала пистолет и направила его в сторону Мёрсера….
После репортажа, в котором рассказывается о назначении Евы Торрес главой спецподразделения вместо Мёрсера, который исчез неизвестно куда, но предполагают, что его убили, Лукас отдаёт Ане старый Volvo, говоря, что на этой машине с ней ничего не случится, но потом отдаёт ей починенный отцовский Chevrolet Camaro SS и Ана с главным героем уезжают на гонку.

## Отзывы
| Сводный рейтинг    | Сводный рейтинг                     |
| Агрегатор          | Оценка                              |
| ------------------ | ----------------------------------- |
| GameRankings       | 71,68 %                             |
| Metacritic         | PC: 72/100 PS4: 72/100 XONE: 74/100 |
| Иноязычные издания |                                     |
| Издание            | Оценка                              |
| Game Informer      | 7,75/10                             |
| GameSpot           | 7/10                                |
| GamesRadar+        | [ 20 ]                              |
| Hardcore Gamer     | [ 21 ]                              |
| IGN                | 8/10                                |
| PC Gamer (US)      | 75/100                              |
| USgamer            | [ 24 ]                              |
| VG247              | [ 25 ]                              |

Согласно агрегатору обзоров Metacritic, Need for Speed Heat получила «смешанные или средние» отзывы. Критики приветствовали переработанную систему прогрессии (по сравнению с предыдущей Payback, где одним из способов получения улучшений для автомобиля была покупка лутбоксов) и возможность выбирать между днем и ночью для большего разнообразия гонок, но критиковали короткий сюжет и отсутствие инноваций по сравнению с предыдущими названиями.
Люк Рейли из IGN поставил игре 8/10: «Хотя Need for Speed Heat больше похожа на мозаику из существующих концепций, чем на что-то особенное, задающее тренды, Ghost определенно почерпнул эти идеи из некоторых из самых любимых игр. в серии, которой уже 25 лет. Жара не всегда испепеляющая, но определенно намного жарче, чем я ожидал. Это, пожалуй, самая впечатляющая игра Need for Speed за многие годы». Мэтью Като из Game Informer дал игре оценку 7,75/10. В своем обзоре он заявил, что «Need for Speed значила разные вещи на протяжении многих лет, но Heat - хорошее всестороннее представление франшизы. Полиция могла бы быть немного более заметной, а мир - хотя и хорошо укомплектованный - не так интересна, как, например, Forza Horizon, но NFS Heat — лучшая итерация после перезагрузки Ghost Games в 2015 году».
Ричард Уэйкелинг из GameSpot дал игре 7/10, заявив, что «С учетом всего лишь нескольких избранных событий, отсутствия заметной разницы между управлением каждой машиной и упрощенной модели вождения Need for Speed Heat действительно натыкается на повторение в последние несколько лет. Таким образом, это не совсем стремительное возвращение к форме, но эта последняя запись возвращает серию Need for Speed на правильный путь. Двойственность ее дневных и ночных событий поддерживает то, что в противном случае было бы довольно обычная гоночная игра, но новый акцент на мчащихся по трассе, гонках колесо к колесу и настройке каждой машины различными способами, затрагивает суть того, чем раньше была Need for Speed. Need for Speed Heat, возможно, не произвела революцию в гоночных играх, но это лучшее, что было в серии за долгое-долгое время».

### Продажи
Need for Speed Heat заняла 5-е место по продажам на момент выпуска, хотя это была пятая самая продаваемая игра на PlayStation 4. Игра была продана в количестве более 4 миллионов копий, на данный момент.

### Награды
Игра была номинирована на «Лучшую гоночную игру» на церемонии вручения наград Gamescom Awards и получила награду в категории «Игра, франчайзинговые гонки» на церемонии вручения наград NAVGTR Awards, тогда как другая ее номинация была в категории «Сборник песен».